# Квинквиналия Нерония
Квинквиналия Нерония (на латински: Quinquennialia Neronia) е грандиозен фестивал, основан от император Нерон, провеждан по времето на Римската империя. Първият фестивал се провежда през 60 г. и бил посветен на петата годишнина от управлението на Нерон. Фестивалът продължил няколко дни и се състоял от три части – музикално-поетическа, в която се състезавали четци, декламатори, поети и певци; спортна, която била аналогична на гръцката олимпиада; и конна – състезание между конниците. Втората „Квинквиналия Нерония“ се провела след 5 години – през 65 г. и била посветена на десетилетие управление на Нерон.